# Фарина, Деннис
Деннис Фарина (англ. Dennis Farina; 29 февраля 1944, Чикаго — 22 июля 2013, Скотсдейл) — американский актёр.

## Биография
Деннис Фарина родился в семье выходцев из Италии. Его отец Джозеф был врачом, а мать Иоланда — домохозяйкой. В семье, кроме него, было ещё три брата и три сестры.
С 1967 по 1985 годы служил в полиции Чикаго. Майкл Манн приглашал его в качестве консультанта в свои фильмы, а в 1981 году дал маленькую роль в фильме «Вор». Как актёр Фарина прославился после выхода сериала «Криминальная история», где сыграл неподкупного полицейского Майка Торелло. В последующих фильмах и телесериалах играл как полицейских («Закон и порядок»), так и преступников («Успеть до полуночи», «Достать коротышку», «Большой куш»).
Фарина — отец трёх детей (Деннис, Майкл и Джозеф) и дед пяти внуков. Его младший сын Джозеф тоже стал актёром.
Актёр скончался из-за тромбоэмболии лёгочной артерии 22 июля 2013 года в возрасте 69 лет в госпитале города Скотсдейл штата Аризона.

## Избранная фильмография

### Актёр
- 1981 — Вор / Thief — Карл
- 1983 — Невооружённым глазом / Through Naked Eyes — полицейский
- 1984—1989 — Полиция Майами: Отдел нравов / Miami Vice — Альберт Ломбард
- 1985 — Хардкаст и Маккормик / Hardcastle and McCormick — Эд Коли
- 1985 — Охотник / Hunter — Вик Террэнова
- 1985 — Кодекс молчания / Code of Silence — Дорато
- 1985 — Ремингтон Стил / Remington Steele — человек в униформе
- 1985 — Последняя опасность / Final Jeopardy — полицейский
- 1986 — Охотник на людей / Manhunter — Джек Кроуфорд
- 1986—1988 — Криминальная история / Crime Story — лейтенант Майк Торелло
- 1988 — Успеть до полуночи / Midnight Run — Джимми Серано
- 1991 — Нарковойны: Кокаиновый картель / Drug Wars: The Cocaine Cartel
- 1992 — Наш конёк — большие деньги / We’re Talkin' Serious Money — Sal
- 1993 — Слежка 2 / Another Stakeout — Брайан О’Хара
- 1993 — Ромео истекает кровью / Romeo Is Bleeding — Ник Газзара (в титрах не указан)
- 1993 — Смертоносное воспоминание / The Disappearance of Nora — Дэнтон
- 1993 — На расстоянии удара / Striking Distance — капитан Ник Детилло
- 1995 — Достать коротышку / Get Shorty — Рэй Барбони
- 1997 — Крёстная мать / Bella Mafia — дон Роберто Лучано
- 1997 — Это старое чувство / Дэн
- 1998 — Спасти рядового Райана / Saving Private Ryan — подполковник Андерсон
- 1998 — Бадди Фаро / Buddy Faro — Бадди Фаро
- 2000 — Азартные игры / Reindeer Games — Джек Багз
- 2000 — Большой куш / Snatch — Абрахам «кузен Ави» Деновиц
- 2002 — Большие неприятности / 'Big trouble — киллер Генри де Сальво
- 2004 — Папарацци / Paparazzi — детектив Бартон
- 2005 — Лига правосудия / Justice League — Дикий Кот
- 2005 — Эмпайр Фоллз / Empire Falls — Уолт Комо[2]
- 2004—2006 — Закон и порядок / Law & Order — детектив Джо Фонтана
- 2008 — Однажды в Вегасе / What Happens in Vegas — Ричард Бэнджер
- 2011 — Удача / Luck — Гас Деметрио
- 2011 — Новенькая / New Girl — Уолт Миллер[3]
- 2011 — Шоу Луни Тюнз (мультсериал) / The Looney Tunes Show — Фрэнк Руссо, папа Тины (озвучивание)[4][5]

### Продюсер
- 1998 — Бадди Фаро / Buddy Faro